# 長福寺 (町田市)
長福寺（ちょうふくじ）は、東京都町田市にある曹洞宗の寺院。

## 歴史
1625年（寛永2年）、籌山賢寮によって開山された。一説によると、当寺は寛永以前から存在し、籌山賢寮はそれを中興したのだという。
元々は相原地区の別の場所に位置していたが、第12世住職の時代（19世紀中期）に現在地に移転した。
本堂の格天井には、狩野派絵師長谷川雪堤による絵画35枚がある。他の建物と共に町田市の有形文化財に指定されている。

## 文化財
- 長福寺山門（町田市指定有形文化財 昭和48年3月8日指定）[3]
- 長福寺文珠堂（町田市指定有形文化財 昭和48年3月8日指定）[3]
- 長福寺本堂格天井花丸絵画（町田市指定有形文化財 昭和48年3月8日指定）[3]

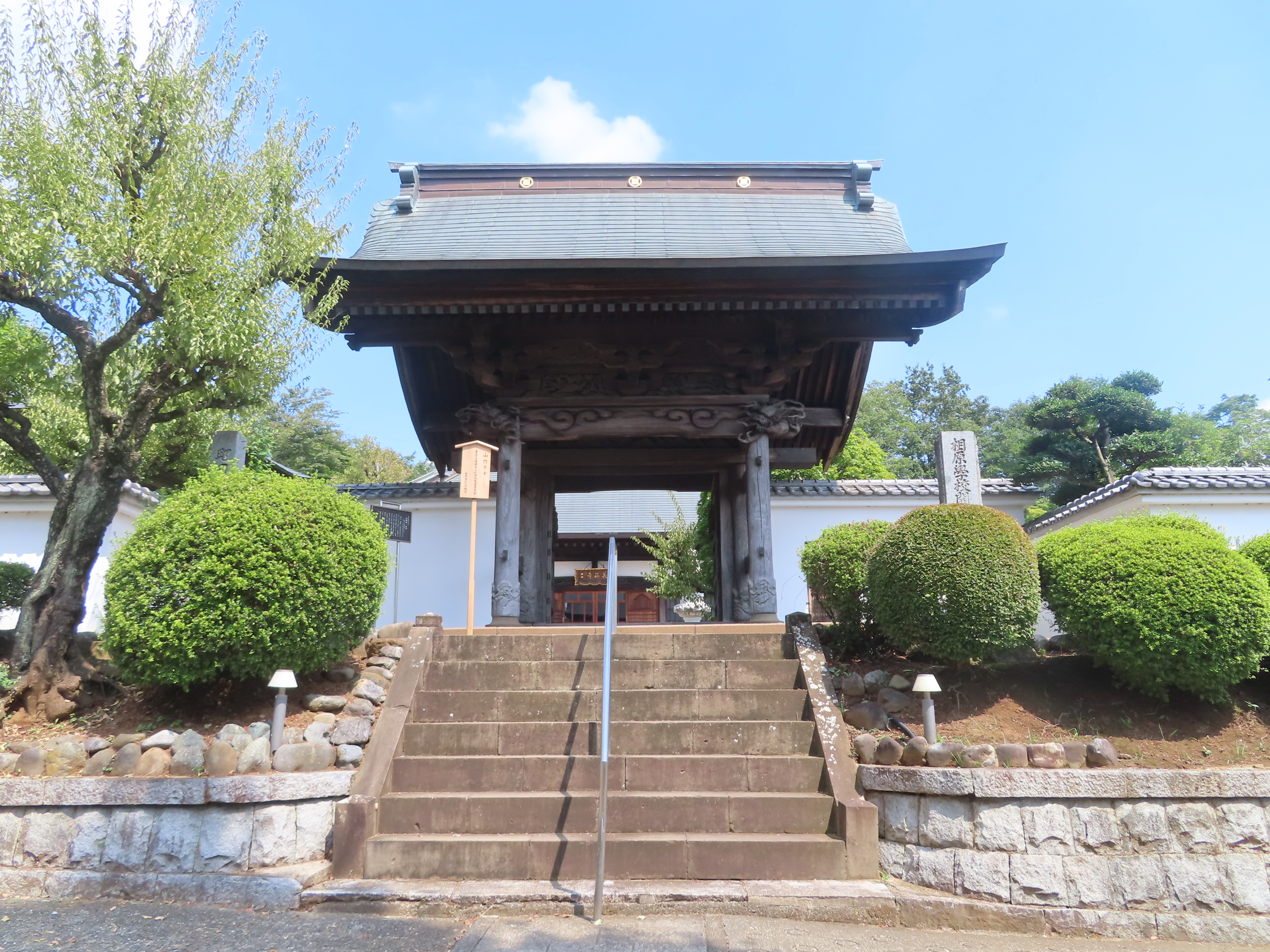
山門
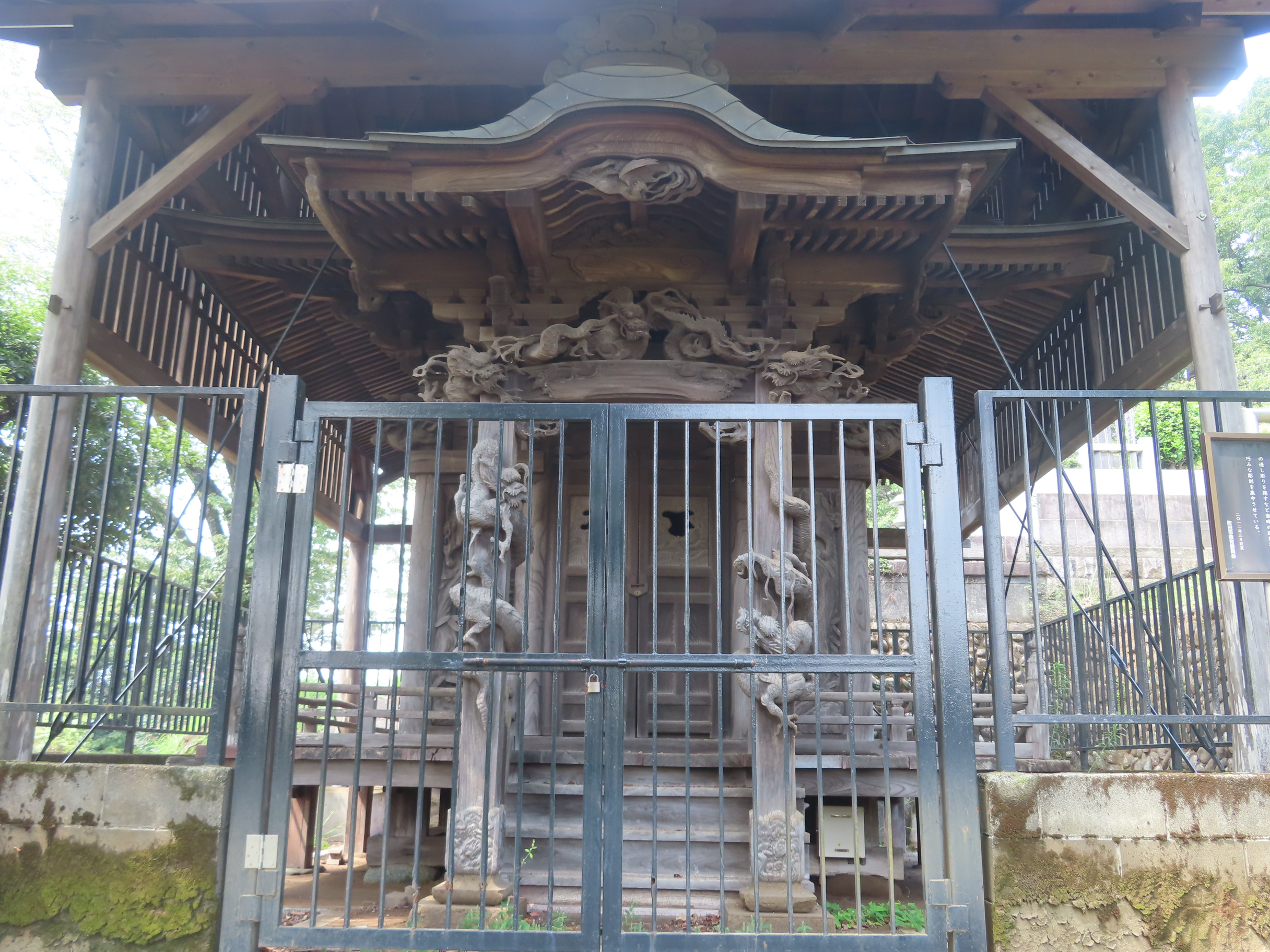
文殊堂

## 交通アクセス
- 相原駅より徒歩10分。